# Pamphagulus ifniensis
Pamphagulus ifniensis är en insektsart som först beskrevs av Bolívar, I. 1936.  Pamphagulus ifniensis ingår i släktet Pamphagulus och familjen Dericorythidae. Inga underarter finns listade i Catalogue of Life.